# Apostelkirche (Hildburghausen)

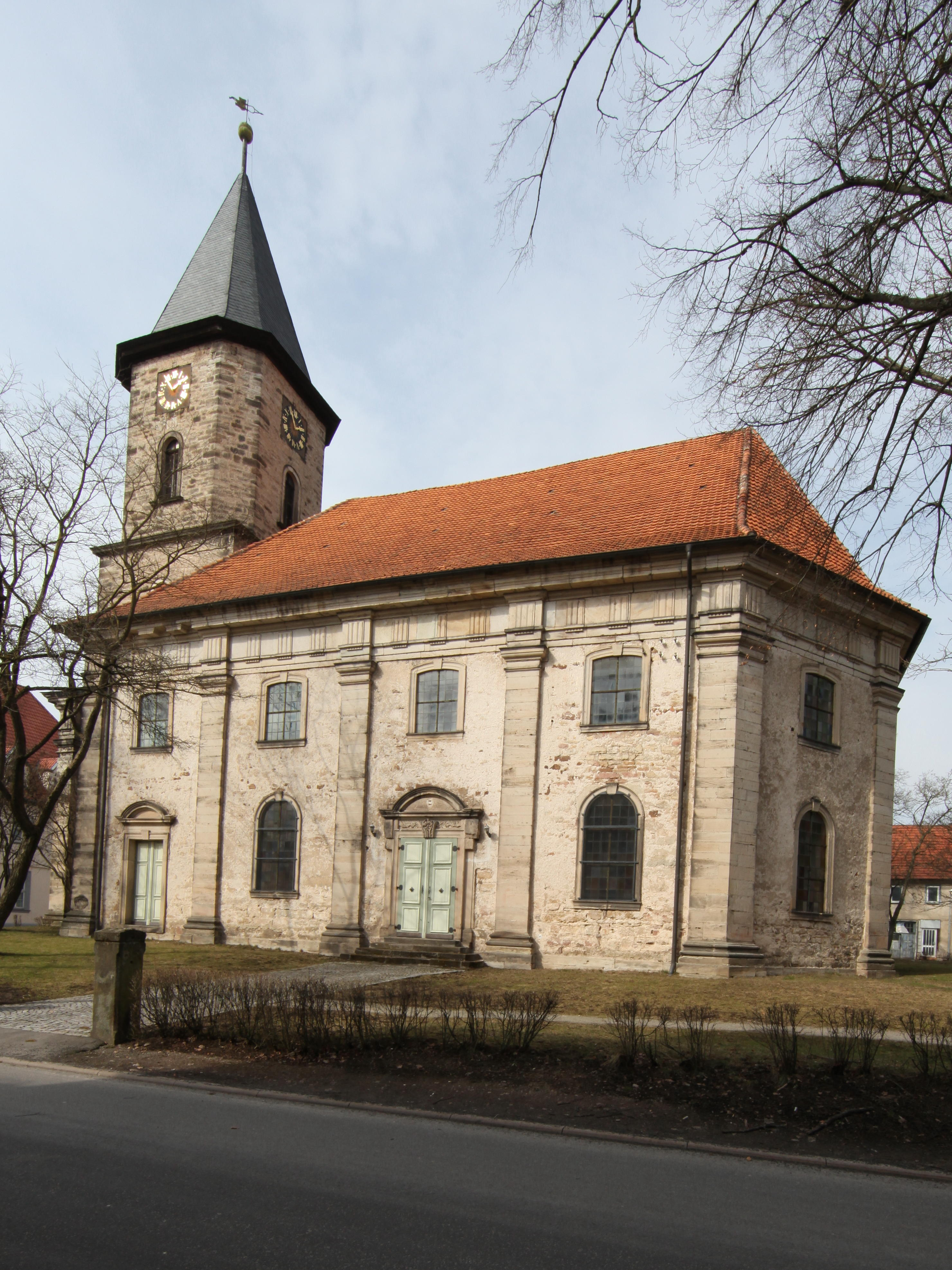
Apostelkirche in Hildburghausen

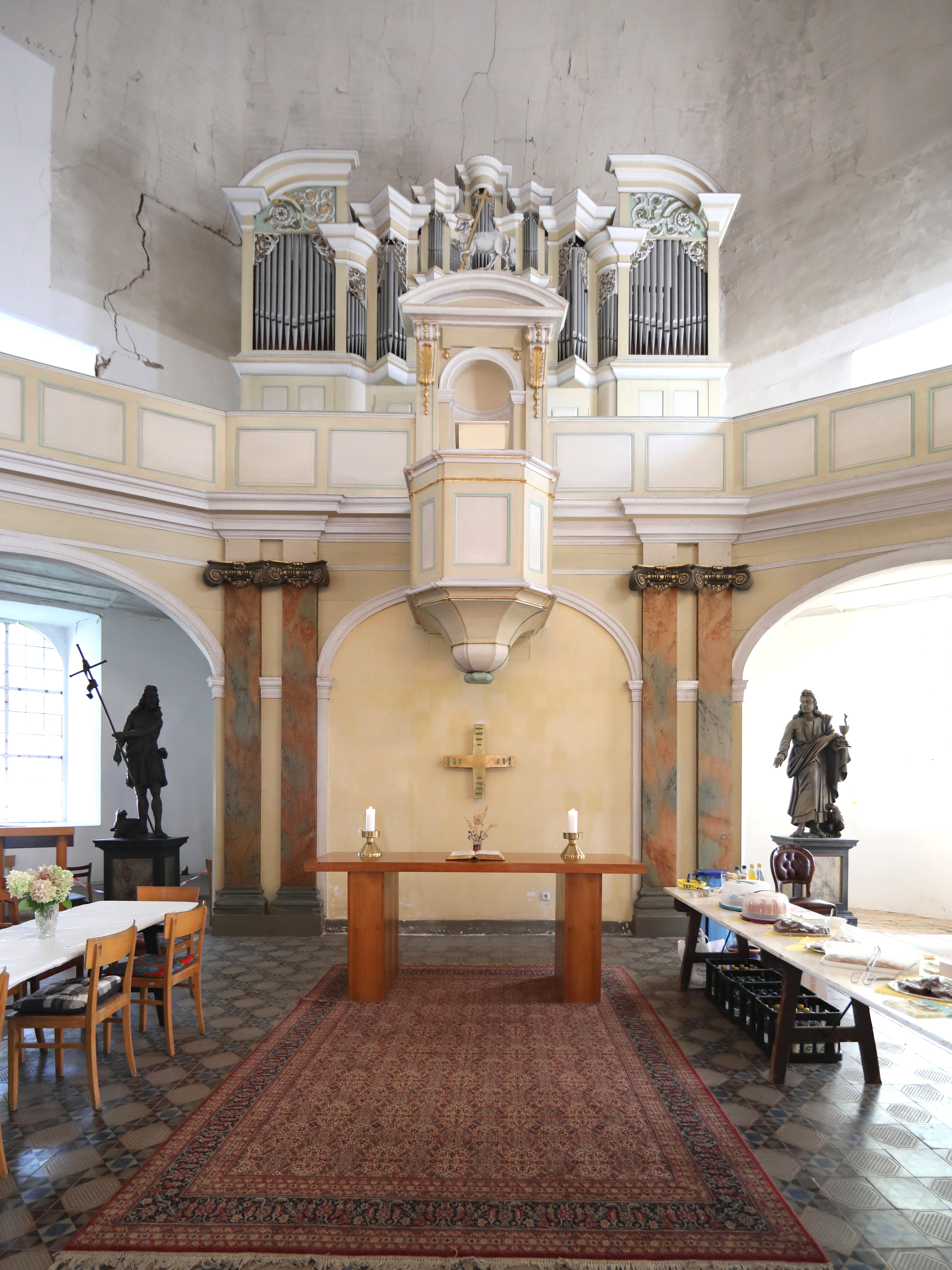
Kanzelaltar mit Orgel

Die evangelische Apostelkirche steht in der Stadt Hildburghausen im Landkreis Hildburghausen in Thüringen.

## Geschichte
Im Jahr 1711 erlaubte Herzog Ernst den aus Frankreich geflüchteten Hugenotten, sich vor den Stadttoren anzusiedeln. So blühte die 1710 gegründete Neustadt auf. 1721 bildete sich eine eigene evangelisch-lutherische Gemeinde, die im Waisenhaus, heute Krankenhaus, ihren Gottesdienst hielt.
Die Apostelkirche, auch oder Waisenhauskirche genannt, wurde von 1755 bis 1774 im Stil der Spätrenaissance und Frühklassizismus erbaut. Als Baugrund diente ein verlandeter Teich. Am 1. Advent 1774 erfolgte die Einweihung unter dem Namen Waisenhauskirche. Nachdem 1819 die Verbindung zum Waisenhaus gelöst wurde, nannte man sie Neustädter Kirche. 1824 erfolgte die Vereinigung mit der reformierten Gemeinde. Von 1820 bis 1910 war das Bauwerk auch Friedhofskirche. Sie diente zur Aufbahrung der Verstorbenen und zur Aussegnung und Predigt. Nach der Schließung der Hofkirche 1847 bekam die Kirche aus der Schlosskirche die Holzstatuen Johannes den Täufer und Johannes den Evangelisten. 1975 bekam die Apostelkirche den Status einer Hauptkirche der Stadt zuerkannt, weil die Christuskirche wegen Baufälligkeit geschlossen werden musste. Nach der Wiedereinweihung der Christuskirche 1993 verlagerte sich die kirchliche Arbeit wieder. Die Apostelkirche wurde dann als Winterkirche und für besondere Veranstaltungen eingerichtet. Seit 2019 ist die Kirche wegen starker Baumängel geschlossen.

## Beschreibung
Der Innenraum ist schlicht und mit zwei Emporen eingerichtet. Der Altar- und Gemeinderaum ist 24 Meter lang und 17 Meter breit. Im Osten stehen der Altar, die Kanzel und die Orgelempore.
Gegenüber dem Kanzelaltar stand die Fürstenloge. Erst 1783 wurde die Orgel der Veste Heldburg, ein Werk des Orgelbauers Johann Christian Dotzauer, eingebaut. Auf der Eingangshalle erhöhte man 1833 bis 1834 den Kirchturm auf 34 Meter. Eine Kleinorgel von Rudolf Böhm mit fünf Registern, übereignete die Stadt der Kirche zur 650-Jahr-Feier im Jahr 1974. Ab 1975 erfolgten dann Erneuerungs- und Erhaltungsmaßnahmen. Auch der Rollstuhlweg wurde eingerichtet. 1985 fand eine Ludwig-Nonne-Ehrung und 1988 ein Ökumenischer Kindertag statt. Man begann dann auch mit dem friedlichen Widerstand zum SED-Regime. Eine Notsicherung zur Bekämpfung des Schwammbefalls wurde im Jahre 2000 eingeleitet. Gleichzeitig wurde das Gotteshaus innen bemalt. Seither fanden immer wieder Konzerte statt und besondere Anlässe wurden hier begangen. Die Hauptorgel wurde 1934 von Richard Voigt aus Halberstadt hinter dem barocken Prospekt des Vorgängerinstruments von Dotzauer aufgestellt. Das Instrument umfasst 20 Register auf zwei Manualen und Pedal.